# Remo nos Jogos Olímpicos de Verão da Juventude de 2014
O remo nos Jogos Olímpicos de Verão da Juventude de 2014 foram realizados entre 17 e 20 de Agosto na Escola de Remo e Canoagem de Nanquim, no Lago Xuanwu em Nanquim, China.

## Qualificação
Foram realizdaos quatro eventos de qualificação para determinar a representação nas Olimpíadas da Juventude de 2014: os Campeonatos Mundiais de Juniores de 2013 e três eventos continentais. Cada Comité Olímpico Nacional (CON) pode participar com um máximo de duas embarcações, uma de cada sexo. Caso a China não tivesse qualificado nenhuma tripulação, teria direito a um barco de skiff simples em cada sexo. Mas como o país anfitrião se qualificou na regata asiática, as vagas adicionais não foram necessárias. Seis lugares, três de cada sexo, seriam decididos pela Comissão Tripartida, mas apenas quatro, dois de cada género foram atribuídos. Os restantes dois foram redistribuídos com base nos Campeonatos Mundiais de Juniores de 2013.
Para poderem competir nas Olimpíadas da Juventude, os atletas devem ter nascido entre 1 de Janeiro de 1996 e 31 de Dezembro de 1997. Se um CON qualificar duas embarcações do mesmo sexo, o melhor classificado é que terá direito à vaga, sendo que se qualifica também o CON melhor classificado seguinte.

### Sumário
| Nação               | Masculino | Masculino | Feminino | Feminino | Tripulações | Atletas |
| Nação               | M1x       | M2-       | W1x      | W2-      | Tripulações | Atletas |
| ------------------- | --------- | --------- | -------- | -------- | ----------- | ------- |
| GER Alemanha        | X         |           |          | X        | 2           | 3       |
| ALG Argélia         | X         |           | X        |          | 2           | 2       |
| ARG Argentina       | X         |           | X        |          | 2           | 2       |
| AUS Austrália       | X         |           |          | X        | 2           | 3       |
| AUT Áustria         |           | X         |          |          | 1           | 2       |
| AZE Azerbaijão      | X         |           |          |          | 1           | 1       |
| BEL Bélgica         | X         |           |          |          | 1           | 1       |
| BLR Bielorrússia    |           |           | X        |          | 1           | 1       |
| BRA Brasil          | X         |           | X        |          | 2           | 2       |
| BUL Bulgária        |           |           | X        |          | 1           | 1       |
| CAN Canadá          | X         |           |          | X        | 2           | 3       |
| CHI Chile           |           | X         |          | X        | 2           | 4       |
| CHN China           |           |           |          | X        | 1           | 2       |
| PRK Coreia do Norte | X         |           |          |          | 1           | 1       |
| CRO Croácia         |           | X         | X        |          | 2           | 3       |
| CUB Cuba            | X         |           | X        |          | 2           | 2       |
| DEN Dinamarca       |           |           | X        |          | 1           | 1       |
| ESA El Salvador     | X         |           |          |          | 1           | 1       |
| EGY Egito           |           | X         |          | X        | 2           | 4       |
| SLO Eslovênia       |           | X         |          |          | 1           | 2       |
| ESP Espanha         |           |           |          | X        | 1           | 2       |
| USA Estados Unidos  |           | X         |          | X        | 2           | 4       |
| FRA França          | X         |           | X        |          | 2           | 2       |
| GBR Grã-Bretanha    | X         |           | X        |          | 2           | 2       |
| GRE Grécia          |           | X         | X        |          | 2           | 3       |
| IND Índia           |           | X         |          |          | 1           | 2       |
| INA Indonésia       | X         |           |          |          | 1           | 1       |
| IRL Irlanda         |           |           | X        |          | 1           | 1       |
| ITA Itália          |           | X         | X        |          | 2           | 3       |
| JPN Japão           |           |           | X        |          | 1           | 1       |
| LTU Lituânia        | X         |           | X        |          | 2           | 2       |
| NZL Nova Zelândia   | X         |           |          | X        | 2           | 3       |
| NOR Noruega         | X         |           | X        |          | 2           | 2       |
| PAR Paraguai        |           |           | X        |          | 1           | 1       |
| PER Peru            | X         |           |          |          | 1           | 1       |
| POL Polônia         | X         |           |          | X        | 2           | 3       |
| CZE Chéquia         |           | X         | X        |          | 2           | 3       |
| ROU Romênia         |           | X         |          | X        | 2           | 4       |
| SRB Sérvia          | X         |           |          |          | 1           | 1       |
| SRI Sri Lanka       | X         |           |          |          | 1           | 1       |
| TOG Togo            |           |           | X        |          | 1           | 1       |
| TUN Tunísia         | X         |           | X        |          | 2           | 2       |
| TUR Turquia         |           | X         |          |          | 1           | 2       |
| UKR Ucrânia         |           |           |          | X        | 1           | 2       |
| UGA Uganda          |           |           | X        |          | 1           | 1       |
| UZB Uzbequistão     | X         |           | X        |          | 2           | 2       |
| VIE Vietnã          |           |           | X        |          | 1           | 1       |
| ZIM Zimbabwe        | X         |           | X        |          | 2           | 2       |
| Total: 48 NOCs      | 24        | 12        | 24       | 12       | 72          | 96      |

Skiff simples
| Evento                                   | Local      | Data                       | Total de vagas | Rapazes qualificados | Raparigas qualificadas |
| ---------------------------------------- | ---------- | -------------------------- | -------------- | --- | --- |
| Anfitriões                               | -          | -                          | 0              | CHN China | CHN China |
| Campeonatos Mundiais de Juniores de 2013 | Trakai     | 7 a 11 de Agosto de 2013   | 11             | GER Alemanha AUS Austrália AZE Azerbaijão CUB Cuba FRA França GBR Grã-Bretanha LTU Lituânia NZL Nova Zelândia NOR Noruega POL Polônia SRB Sérvia | BLR Bielorrússia BRA Brasil BUL Bulgária DEN Dinamarca FRA França GBR Grã-Bretanha GRE Grécia IRL Irlanda ITA Itália LTU Lituânia NOR Noruega |
| Regata de Qualificação de África         | Tunis      | 9 e 10 de Outubro de 2013  | 3              | ALG Argélia TUN Tunísia ZIM Zimbabwe | ALG Argélia TUN Tunísia ZIM Zimbabwe |
| Regata de Qualificação da Ásia           | Samarkand  | 13 a 17 de Outubro de 2013 | 3              | PRK Coreia do Norte INA Indonésia UZB Uzbequistão                                                                                                | JPN Japão UZB Uzbequistão VIE Vietnã |
| Regata de Qualificação Latino-Americana  | Montevidéu | 15 a 18 de Abril de 2014   | 3              | ARG Argentina BRA Brasil PER Peru | ARG Argentina CUB Cuba PAR Paraguai |
| Convite Tripartido                       | -          | -                          | 2              | ESA El Salvador SRI Sri Lanka | TOG Togo UGA Uganda |
| Redistribuição das vagas não usadas      | -          | -                          | 2              | BEL Bélgica CAN Canadá | CRO Croácia CZE Chéquia |
| TOTAL                                    |            |                            |                | 24 | 24 |

Dois sem
| Evento                                   | Local      | Data                       | Total de vagas | Rapazes qualificados                                                                                               | Raparigas qualificadas |
| ---------------------------------------- | ---------- | -------------------------- | -------------- | --- | --- |
| Campeonatos Mundiais de Juniores de 2013 | Trakai     | 7 a 11 de Agosto de 2013   | 9              | AUT Áustria CRO Croácia SLO Eslovênia USA Estados Unidos GRE Grécia ITA Itália CZE Chéquia ROU Romênia TUR Turquia | GER Alemanha AUS Austrália CAN Canadá ESP Espanha USA Estados Unidos NZL Nova Zelândia POL Polônia ROU Romênia UKR Ucrânia |
| Regata de Qualificação de África         | Tunis      | 9 e 10 de Outubro de 2013  | 1              | EGY Egito | EGY Egito |
| Regata de Qualificação da Ásia           | Samarkand  | 13 a 17 de Outubro de 2013 | 1              | IND Índia | CHN China |
| Regata de Qualificação Latino-Americana  | Montevidéu | 15 a 18 de Abril de 2014   | 1              | CHI Chile | CHI Chile |
| TOTAL                                    |            |                            |                | 12 | 12 |

## Calendário
O calendário foi publicado pelo Comité Organizador dos Jogos Olímpicos da Juventude de Nanquim.
Todos os horários são pela hora padrão chinesa  (UTC+8).
| Data         | Dia da semana | Hora de início | Evento |
| ------------ | ------------- | -------------- | --- |
| 17 de Agosto | Domingo       | 10:00          | Eliminatórias de skiff simples feminino Eliminatórias de skiff simples masculino Eliminatórias de dois sem feminino Eliminatórias de dois sem masculino |
| 18 de Agosto | 2ª Feira      | 10:00          | Repescagem de skiff simples feminino Repescagem de skiff simples masculino Eliminatórias de dois sem feminino Eliminatórias de Dois sem masculino       |
| 19 de Agosto | 3ª Feira      | 10:00          | Meias-finais de Skiff simples feminino Meias-finais de Skiff simples masculino Repescagem de dois sem feminino Repescagem de dois sem masculino         |
| 20 de Agosto | 4ª Feira      | 10:00          | Final de skiff simples feminino Final de skiff simples masculino Final de dois sem feminino Final de dois sem masculino                                 |

## Medalhistas
Masculino
| Evento                 | Ouro                                            | Prata                                   | Bronze                                  |
| ---------------------- | ----------------------------------------------- | --------------------------------------- | --------------------------------------- |
| Skiff simples detalhes | Tim Ole Naske GER Alemanha                      | Boris Yotov AZE Azerbaijão              | Dan de Groot CAN Canadá                 |
| Dois sem detalhes      | Gheorghe Robert Dedu Ciprian Tudosa ROU Romênia | Miroslav Jech Lukáš Helešic CZE Chéquia | Gökhan Güven Eren Can Aslan TUR Turquia |

Feminino
| Evento                 | Ouro                                                   | Prata                          | Bronze                                      |
| ---------------------- | ------------------------------------------------------ | ------------------------------ | ------------------------------------------- |
| Skiff simples detalhes | Krystsina Staraselets BLR Bielorrússia                 | Athina Angelopoulou GRE Grécia | Camille Juillet FRA França                  |
| Dois sem detalhes      | Cristina Georgiana Popescu Denisa Tîlvescu ROU Romênia | Luo Yadan Pan Jie CHN China    | Larissa Werbicki Caileigh Filmer CAN Canadá |

## Quadro de medalhas
| Ordem | País             | Medalha de ouro | Medalha de prata | Medalha de bronze |    |
| ----- | ---------------- | --------------- | ---------------- | ----------------- | -- |
| 1     | ROU Romênia      | 2               |                  |                   | 2  |
| 2     | GER Alemanha     | 1               |                  |                   | 1  |
|       | BLR Bielorrússia | 1               |                  |                   | 1  |
| 4     | AZE Azerbaijão   |                 | 1                |                   | 1  |
|       | CHN China        |                 | 1                |                   | 1  |
|       | GRE Grécia       |                 | 1                |                   | 1  |
|       | CZE Chéquia      |                 | 1                |                   | 1  |
| 8     | CAN Canadá       |                 |                  | 2                 | 2  |
| 9     | FRA França       |                 |                  | 1                 | 1  |
|       | TUR Turquia      |                 |                  | 1                 | 1  |
| TOTAL | TOTAL            | 4               | 4                | 4                 | 12 |